# Adam Silver

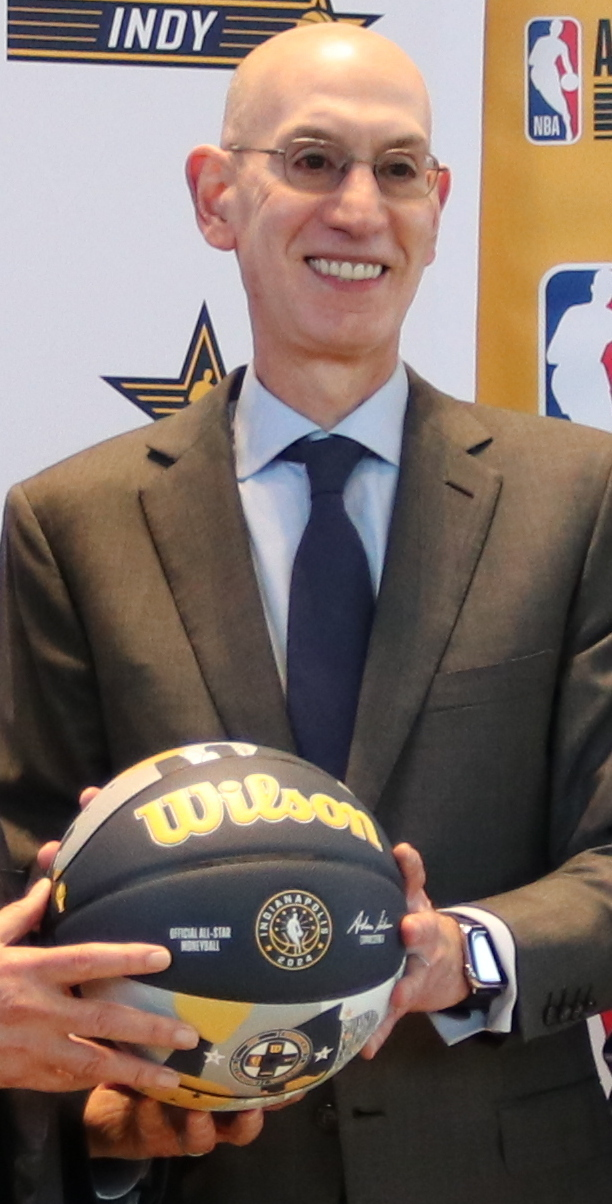
Adam Silver (2023)

Adam Silver (* 25. April 1962 in New York City, New York) ist der aktuelle Commissioner der nordamerikanischen Basketball-Profiliga National Basketball Association (NBA). Der Jurist übernahm den Posten am 1. Februar 2014 von seinem Vorgänger David Stern. Sein Vertrag läuft mindestens bis zum Ende der NBA-Saison 2029/30. Das Gehalt beträgt ca. 10 Millionen US-Dollar pro Jahr.

## Leben
Silver wuchs in Westchester County nördlich von New York City auf. 1984 machte er einen Abschluss in Politikwissenschaften an der Duke University, 1988 erwarb er einen Juris Doctor (J.D.) von der Law School der University of Chicago. Bevor er 2014 Commissioner wurde, war Silver bereits 20 Jahre lang für die NBA tätig und zuletzt David Sterns langjähriger Stellvertreter.